# Бамбергский университет
Университет Отто Фридриха в Бамберге (Германия) является одним из самых старых и одновременно самым молодым университетом в Баварии. В качестве основных предметов в университете изучаются гуманитарные и культурологические, социальные и экономические науки, а также прикладная информатика.

## История
Это учебное заведение основал князь-епископ Мельхиор Отто Войт фон Зальцбург в 1647 году под названием Academia Bambergensis, которое в последующие столетия, в особенности благодаря стараниям князя-епископа Фридриха Карла фон Шёнборна, приобрело статус полного университета с теологическим, философским, юридическим и медицинским факультетами.
В 1803 году, в результате секуляризации соборного капитула, университет был закрыт. Однако изучение католической теологии было, как и прежде, возможным, так что в действительности университетская традиция в Бамберге никогда не прерывалась.
В 1972 году произошло объединение Высшей Философско-Теологической школы, основанной в 1923 году и продолжавшей традиции старого университета, и Высшей Педагогической школы (учрежденной в 1958 году) под крышей Общей Высшей школы Бамберга. В 1979 году эта единственная в Баварии государственная общая высшая школа была переименована в университет. Название Университет Отто Фридриха указывает на основателя Мельхиора Отто Войта фон Зальцбурга и великого покровителя науки и искусства Фридриха Карла фон Шёнборна.
Ректоры и президенты со дня повторного основания:
- проф. д-р, д-р Отмар Хеггельбахер и проф. д-р Элизабет Рот: 1972—1973 (двойной ректорат)
- проф. д-р Элизабет Рот: 1973—1976
- проф. д-р Зигфрид Оппольцер: 1976—1992
- проф. д-р Альфред Э. Хирольд: 1992—2000
- проф. д-р, д-р Годехард Рупперт: 2000–2020
- проф. д-р Кай Фишбах: с 2020 г.

## Факультеты
В настоящее время в университете пять факультетов и одно отделение, окончание которого приравнивается к окончанию специализированного института:
- гуманитарные науки
- социальные и экономические науки
- педагогика и психология
- экономическая информатика и прикладная информатика

## Основные профильные направления
- основанные на языке ареальные исследования, в том числе
- востоковедение и славистика
- исследование средневековья и прикладная охрана культурного наследия
- поведенческие науки: социология, политология, психология
- экономические науки с основным упором на Европу
- прикладная информатика

## Расположение
Здания университета являются большей частью историческими зданиями, которые были переоборудованы для нужд университета и которые в основном расположены в центре старого города. К ним относятся бывшая школа иезуитов (теология), Дом бракосочетаний (исторические науки), скотобойня (география), а также здание бывшего строительного двора (коммуникативные науки) и бывшей городской пожарной команды (востоковедение). Факультет языкознания и литературоведения частично размещается в зданиях, принадлежавших ранее гимназии имени кайзера Генриха.
Факультеты «Социальные и экономические науки» и «Экономическая информатика и прикладная информатика», на которых обучается большое число студентов, находятся не в центре города, а на улице Фельдкирхенштрассе.
До начала зимнего семестра 2008/09 гг. в северной части Бамберга на так называемом острове Регниц (ранее здесь располагалась фабрика ЭРБА) должен вступить в строй и третий университетский комплекс. В одном из сохранившихся кирпичных зданий будет оборудовано около 300 студенческих апартаментов, а затем начнется строительство нового здания площадью в 14.000 м2, которое сможет принять усиливающийся с каждым годом поток студентов.